# Weißschwanzkiebitz

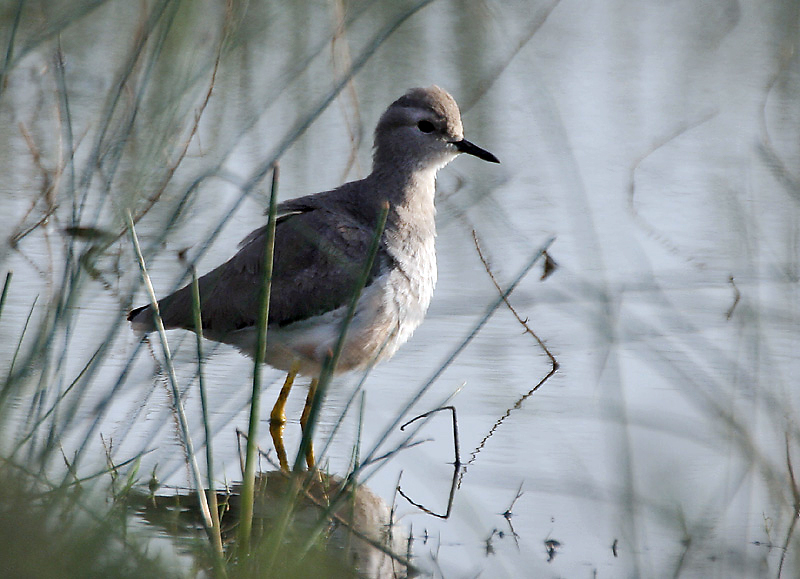

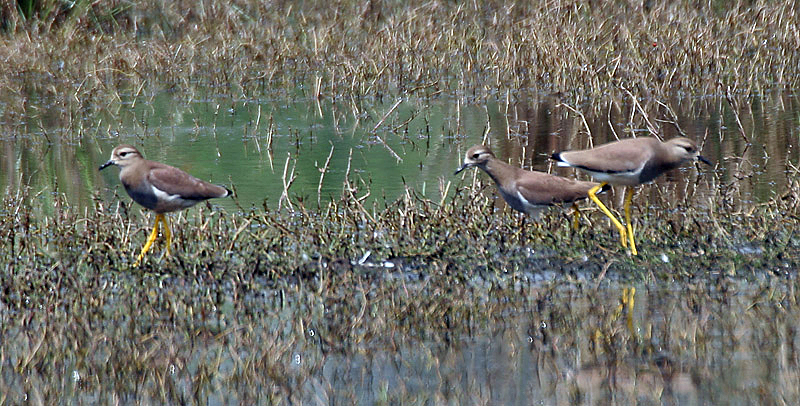
Weißschwanzkiebitze bei der Nahrungssuche

Der Weißschwanzkiebitz (Vanellus leucurus) ist eine monotypische Vogelart aus der Familie der Regenpfeifer. Er ist ein seltener Gastvogel in Mittel- und Westeuropa sowie dem Mittelmeergebiet. Er wird in Mitteleuropa jedoch häufiger beobachtet, seit die Art ihr Areal am Schwarzen Meer deutlich ausgeweitet hat.

## Beschreibung
Der Weißschwanzkiebitz erreicht eine Körperlänge von 26 bis 29 Zentimetern und wiegt zwischen 99 und 198 Gramm. Die Beine sind lang und von auffällig gelber Farbe. Der Schnabel ist im Verhältnis zur Körpergröße lang. Der Rücken und der Hinternacken sind bräunlich, der Kopf ist überwiegend beigebraun mit einem helleren Gesicht und einer helleren Kehle. Der Hals ist sandbraun und hebt sich deutlich von der grauen Brust ab. Der Bauch ist cremefarben und hellt zum Schwanz hin auf, der Schwanz ist rein weiß. Die Körperoberseite ist graubraun mit einem violettfarbenen Schimmer. Im Ruhekleid ist der Weißschwanzkiebitz etwas düsterer gefärbt und weist mehr Weiß um Kehle und Gesicht auf. Die Jungvögel ähneln den adulten Weißschwanzkiebitzen, haben aber hell gesäumte Federn auf der Körperoberseite.

## Verbreitungsgebiet
Der Weißschwanzkiebitz ist inselartig in Halbwüsten vom Wolgadelta und dem Osten des Kaspigebietes bis zum Balchaschsee verbreitet. Ein geschlosseneres Verbreitungsgebiet erstreckt sich vom Norden des Iran und dem Irak bis in den Westen Pakistans. Der Verbreitungsschwerpunkt der Art ist das Marschland im Irak und im Südwesten des Iran sowie die warme gemäßigte Steppenzone im südlichen Kasachstan, in Turkmenistan und Usbekistan. Einzelne Brutnachweise gibt es außerdem für Syrien, die Ukraine und Aserbaidschan sowie für den Süden und das Zentralland der Türkei. Gegen Ende des 20. Jahrhunderts hat man außerdem brütende Vögel in den Vereinigten Arabischen Emiraten und im Osten Saudi-Arabiens beobachtet. Seit dem Jahr 2000 gibt es auch vereinzelte Brutnachweise für das Donaudelta in Rumänien. 
Der Weißschwanzkiebitz ist ein Teilzieher, wobei die Brutvögel im Norden der Kaspiküste und in Jordanien offenbar Zugvögel sind. Überwinterungsquartiere finden sich im Süden Zentralasiens bis in den Nordwesten Indiens, im Irak, in Vorderasien und im Niltal. Der Wegzug aus den Brutquartieren beginnt ab August, und ab September finden sich die Vögel im Winterquartier ein. Der Heimzug setzt im März/April ein.

## Lebensraum und -weise
Weißschwanzkiebitze brüten an stehendem oder langsam fließendem Flachwasser sowie in Sumpfwiesen und Salzpflanzenbeständen. Gelegentlich finden sie sich auch auf Reisfeldern ein. Die Nahrung besteht aus Insekten und schlammbewohnenden Wirbellosen. Dabei stellen Käfer den größten Teil der Nahrung dar, daneben spielen auch Heuschrecken, Würmer, Wasserinsekten sowie kleine Mollusken eine Rolle.
Weißschwanzkiebitze brüten in lockeren Kolonien. Die meisten Kolonien bestehen nur aus einigen wenigen Vögeln. Insbesondere aus dem Irak sind jedoch Kolonien bekannt, die mehr als 100 Nester umfassen. Dabei handelt es sich häufig um Brutkolonien auf kleinen Inseln. Einige der Nester befinden sich dort nur wenige Meter voneinander entfernt. Wie für Kiebitze charakteristisch ist das Nest eine flache Mulde, die spärlich mit verfügbarem Pflanzenmaterial ausgelegt wird. Das Gelege besteht aus drei bis vier Eiern. Diese sind cremefarben mit dunkelbraunen Flecken und Punkten. Die Brutzeit beträgt 22 bis 24 Tage. Die Jungvögel werden für  etwa 30 Tage von den Elternvögeln geführt.
Außerhalb der Brutzeit leben Weißschwanzkiebitze gesellig.

## Bestand und Gefährdung
Der Bestand umfasste in Europa zu Beginn des 20. Jahrhunderts etwa 80 bis 320 Brutpaare. Davon entfallen etwa 50 bis 150 Brutpaare auf Aserbaidschan und 30 bis 120 Brutpaare auf Russland. Der globale Bestand beträgt vermutlich weniger als 100.000 Individuen. Auf Grund des großen Verbreitungsgebietes, der angenommenen Populationsentwicklung und der Populationsgröße wird die Art von der IUCN als nicht gefährdet (Least Concern, LC) eingestuft.

## Belege

### Einzelbelege
1. ↑  Bauer et al., S. 439
2. 1 2  Delany et al., S. 175
3. 1 2  Bauer et al., S. 440
4. 1 2  Colston et al., S. 70
5. ↑  Colston et al., S. 71
6. ↑  Vanellus leucurus in der Roten Liste gefährdeter Arten der IUCN 2011.1. Eingestellt von: BirdLife International, 2009. Abgerufen am 24. Juni 2011.